# كنوت وانغ
كنوت وانغ (بالنرويجية البوكمول: Knut Wang)‏ هو متسابق يخت نرويجي، ولد في 4 مايو 1929 في أوسلو في النرويج.

## وصلات خارجية
- كنوت وانغ على موقع الاتحاد الدولي للملاحة الشراعية (موقع جديد) (الإنجليزية)
- كنوت وانغ على موقع الاتحاد الدولي للملاحة الشراعية (موقع قديم) (الإنجليزية)
- كنوت وانغ على موقع اللجنة الأولمبية الدولية (الإنجليزية)
- كنوت وانغ على موقع أوليمبيديا (الإنجليزية)